# Les Sept Mercenaires (film, 1960)
Pour les articles homonymes, voir Magnificent Seven.
Ne doit pas être confondu avec Les Sept Mercenaires, le film de 2016.
 (avril 2017).
Si vous disposez d'ouvrages ou d'articles de référence ou si vous connaissez des sites web de qualité traitant du thème abordé ici, merci de compléter l'article en donnant les références utiles à sa vérifiabilité et en les liant à la section « Notes et références ».
Série
Le Retour des sept
(1966)
Pour plus de détails, voir Fiche technique et Distribution.
Les Sept Mercenaires (The Magnificent Seven) est un western de John Sturges sorti en 1960. Le film est grandement inspiré du film japonais Les Sept Samouraïs réalisé par Akira Kurosawa en 1954.

## Synopsis
Les habitants d'un petit village du Mexique fréquemment attaqué par une troupe de bandits mexicains, apprennent que leur chef, Calvera, compte les piller de nouveau prochainement. Réunissant leurs maigres économies, les paysans envoient une délégation dans une ville américaine frontalière pour acheter des armes. Là, un vétéran nommé Chris Adams leur explique qu'il serait plus efficace d'embaucher des tireurs professionnels pour repousser l'assaut. Ce dernier accepte alors de s'occuper du recrutement et, finalement, de prendre la tête des mercenaires pour aider les paysans mexicains.
Chris Adams rassemble autour de lui une équipe expérimentée : Vin Tanner, un aventurier qui vient de perdre tout son argent au jeu, son ami Harry Luck, qui imagine que cette opération sera une affaire lucrative, Bernardo O'Reilly, un bûcheron irlando-mexicain également désargenté, Britt expert dans le domaine des armes qu'il manie très rapidement et qui recherche un défi à sa hauteur car ne trouvant plus d'adversaires à sa taille, Lee, un vétéran en fuite chasseur de primes, et Chico, jeune cowboy inexpérimenté encore vert, en quête d'aventures romanesques et qui a d'abord bien du mal à se faire intégrer au groupe.
Les sept partent s'installer dans le village des paysans puis préparent un plan de défense, incluant les habitants, auxquels ils s'attachent au fil des jours.
Une première attaque des bandits est repoussée par les hommes d'Adams. Mais Chico, qui a infiltré le camp des bandits, apprend que ceux-ci prévoient de revenir car ils sont affamés et désespérés. Les mercenaires, qui espéraient qu'une leçon suffirait, décident de ne pas reculer et d'attaquer leurs ennemis. Mais, à leur retour du camp des bandits déserté, ils découvrent que le village s'est rendu aux pillards. Leur chef Calvera leur offre cependant le choix de repartir sains et sauf afin d'éviter des représailles, imaginant que de tels hommes ne risqueront pas leur peau une nouvelle fois pour secourir des paysans craintifs et sans ressources.
Mais Calvera se trompe : à l'exception de Harry, les mercenaires décident de revenir délivrer le village. Au cours de l'assaut décisif, Chris et ses compagnons éliminent plusieurs brigands qui dormaient. Les coups de feu réveillent le reste de la bande. Les six mercenaires mènent une lutte acharnée contre les criminels mais se retrouvent rapidement submergés par le nombre.
Harry finit par changer d'avis, et intervient dans la fusillade pour secourir son ami Chris mais est touché d'une balle dans le dos. De son côté, Lee, dont les nerfs avaient fini par lâcher mais qu'il s'était efforcé de dissimuler, surmonte sa peur de la mort et abat plusieurs bandits pour sauver des villageois captifs qui l'avaient réconforté alors qu'il faisait des cauchemars. Cependant, il meurt d'une balle dans le ventre alors que les villageois rejoignent le combat pour prêter main-forte au groupe des mercenaires. Harry meurt dans les bras de Chris en lui avouant qu'il ne laisserait jamais Calvera s'approprier les récoltes du village.
Alors que la fusillade tourne en faveur des villageois, O'Reilly protège les trois enfants des villageois auxquels il s'était attaché et meurt d’une balle dans le cœur. Chris ouvre mortellement le feu sur Calvera qui s'apprêtait à le prendre à revers. Britt reçoit une balle perdue dans la poitrine après avoir tué un nombre considérable de bandits. Dans ses derniers instants, Calvera apparaît désorienté et se demande pourquoi les mercenaires sont revenus sauver le village.
Le village est définitivement libéré de la menace des bandits au prix de la vie de quatre mercenaires. Chris, Chico et Vin sont remerciés par le doyen du village et partent à cheval.
Chico qui a trouvé l'amour auprès d'une jeune villageoise, choisit d'abandonner la vie d'aventurier pour se consacrer à celle de fermier, une voie qu'il méprisait pourtant jusque-là. Les deux membres fondateurs des sept mercenaires, Chris et Vin quittent le village, méditant sur la futilité de leur existence de mercenaires.

## Fiche technique
- Titre : Les Sept Mercenaires
- Titre original : The Magnificent Seven
- Réalisation : John Sturges

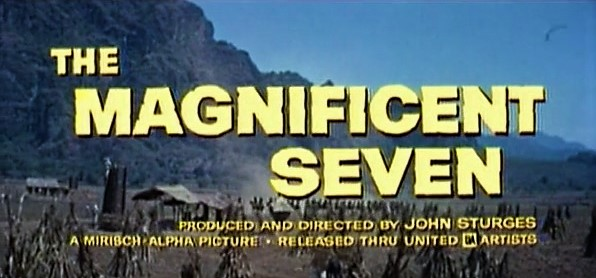
Image tirée de bande annonce originale du film.

- Scénario : William Roberts, Walter Newman, Walter Bernstein, d'après le film Les Sept Samouraïs d'Akira Kurosawa
- Dialogues : Thom Conroy
- Musique : Elmer Bernstein
- Direction artistique : Edward Fitzgerald
- Décors : Rafael Suarez
- Maquillage : Emile Lavigne et Daniel Striepke
- Photographie : Charles Lang Jr.
- Ingénieurs du son : Jack Solomon et Rafael Esparza
- Effets spéciaux : Milt Rice
- Montage : Ferris Webster
- Montage sonore : Del Harris
- Producteurs : John Sturges, Walter Mirisch et Lou Morheim
- Sociétés de production : Mirisch Company
- Sociétés de distribution : United Artists
- Budget : 2 000 000 $[1]
- Format : Couleurs (De Luxe) - 2.35:1 en Panavision - 35 mm
- Son : Mono (Westrex Recording System)
- Pays d'origine :  États-Unis
- Langue originale : Anglais
- Genre : Western et action
- Durée : 128 minutes
- Dates de sortie :
  - États-Unis : 23 octobre 1960
  - France : 1er février 1961
- Affiches : Boris Grinsson, Jouineau Bourduge (France)

## Distribution

### Les sept mercenaires

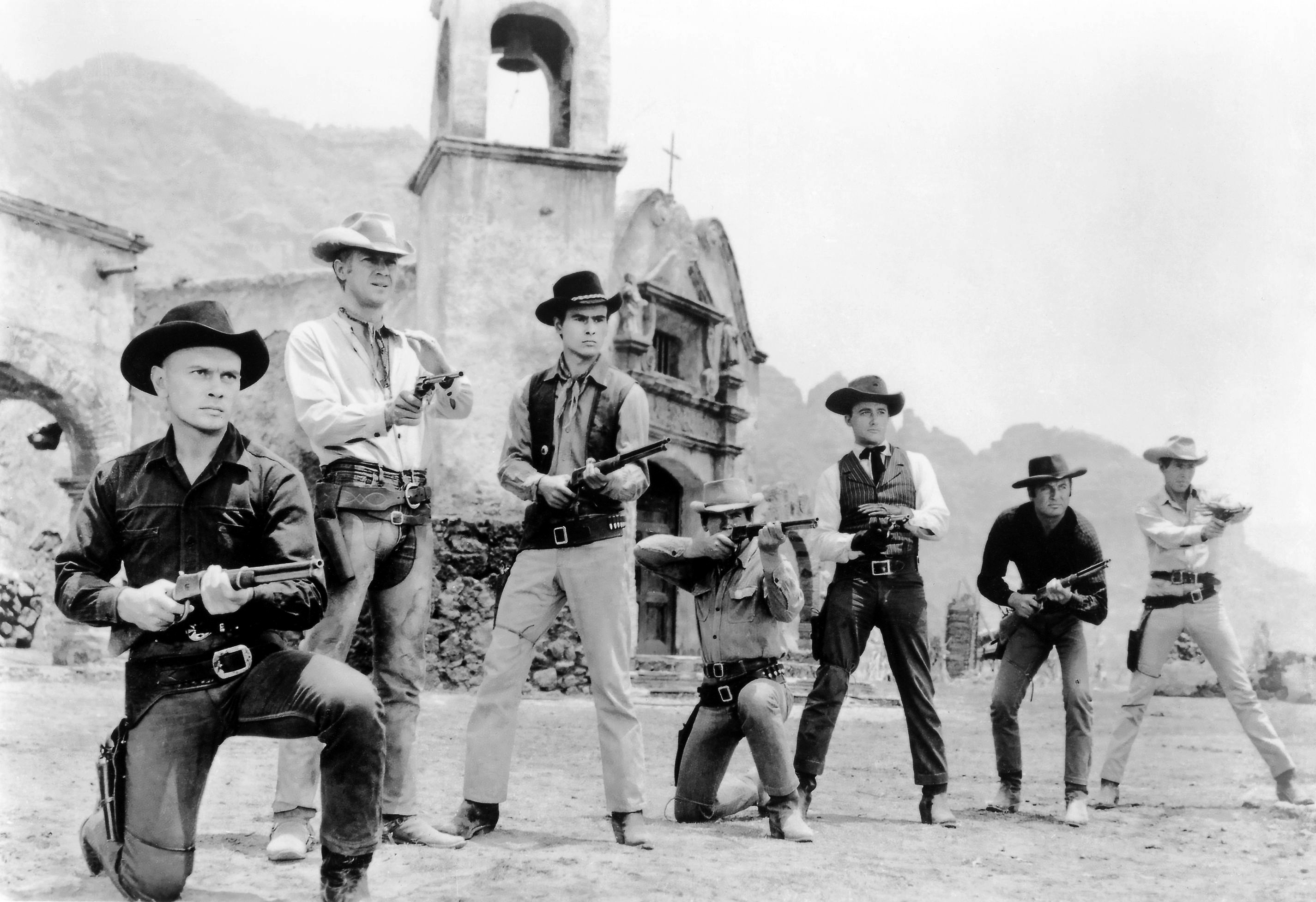
Les acteurs principaux du film, les sept mercenaires, dont Yul Brynner (à gauche) à côté de Steve McQueen.

- Yul Brynner (VF : Georges Aminel) : Chris Adams
- Steve McQueen (VF : Henry Djanik) : Vin Tanner
- Charles Bronson (VF : Gérald Castrix) : Bernardo O'Reilly
- James Coburn (VF : Jean Violette) : Britt
- Robert Vaughn (VF : Roger Rudel) : Lee
- Brad Dexter (VF : Claude Bertrand) : Harry Luck
- Horst Buchholz (VF : Michel François) : Chico

### Les autres personnages
- Eli Wallach (VF : Jacques Dynam) : Calvera, le chef des quarante bandits
- Jorge Martínez Hoyos (VF : Jean-Henri Chambois) : Hilario
- Vladimir Sokoloff : le vieil homme
- Rosenda Monteros (VF : Josée Steiner) : Petra
- Rico Alaniz (VF : Albert de Médina) : Sotero
- Pepe Hern : Tomas
- Natividad Vacío : Miguel (crédité Natividad Vacio)
- Whit Bissell (VF : Émile Duard) : Chamlee, le croque-mort
- Robert J. Wilke (VF : André Valmy) : Wallace
- Val Avery (VF : Henri Virlogeux) : Henry, le vendeur de corsets
- Bing Russell (VF : Pierre Hatet) : Robert, le compagnon de voyage d'Henry
- John A. Alonzo : Miguel, un villageois (crédité John Alonzo)
- Enrique Lucero (es) : un villageois
- Alex Montoya : un villageois
- Mario Navarro et Danny Bravo : les garçons avec O'Reilly
- Fernando Rey : le prêtre (non crédité)
- Joseph Ruskin : Flynn (non crédité)
- José Chávez : Rafael, un villageois tué par Calvera (non crédité)
- Larry Duran : Santos, homme de main de Calvera (non crédité)
- Valentin de Vargas : un homme de main de Calvera (non crédité)

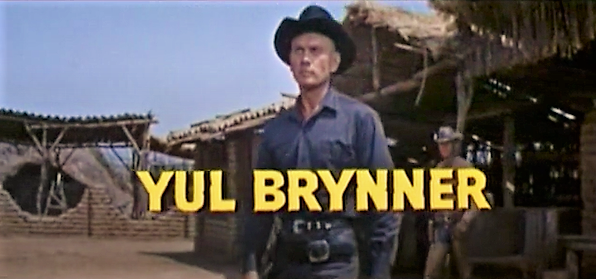
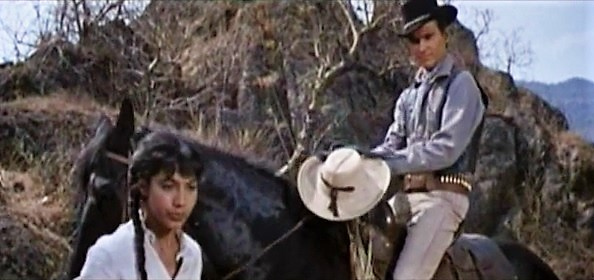
Rosenda Monteros et Horst Buchholz.

## Distinction
En 1961, Elmer Bernstein a été nommé pour l'Oscar de la meilleure musique de film et Robert Vaughn au Golden Globe du meilleur espoir masculin.

## Sortie et accueil
Aux États-Unis et au Canada, Les Sept Mercenaires rapporte 2,25 millions de $ pour les studios (« rentals »),, ce qui est considéré comme une déception au box-office, mais s'est avéré être un tel succès en Europe, qu'il est parvenu à faire des bénéfices,, engrangeant des recettes presque trois fois plus élevées que sur le territoire américain, avec un total de 7,5 millions de $ de revenus pour le distributeur, soit un total mondial de 9,75 millions de $.
Le film sort en France le 1er février 1961 et connaît un démarrage correct avec 100 850 entrées dans neuf salles d'exclusivité, dont 67 187 entrées sur Paris, où il est diffusé dans sept salles,,. Après une seconde semaine où il totalise 88 719 entrées sur quinze salles le diffusant, Les Sept Mercenaires prend la première place du box-office avec 148 607 entrées sur les vingt-deux salles où il est distribué, pour un cumul de 338 176 entrées depuis sa sortie. Après deux semaines supplémentaires où la fréquentation est légèrement au dessus des 100 000 entrées, le long-métrage connaît une baisse les trois semaines suivantes entre 61 000 et 88 000 entrées. Sur deux mois d'exploitation, il affiche un résultat de 774 193 entrées. Il est diffusé sur trente salles d'exclusivité après cette période en refranchissant les 100 000 entrées, avant de passer huit semaines en dessous de ce cap, qui lui permet de cumuler néanmoins 1,4 million d'entrées depuis sa sortie. Début mai 1961, la concurrence de La Ruée vers l'ouest et Alamo et la reprise du Train sifflera trois fois fera chuter le long-métrage en dessous des 50 000 entrées et le fera quitter pour la première fois le top 30 hebdomadaire, avant de réapparaître de nombreuses fois, continuant sa diffusion dans de plus petites salles et de plus petites villes maintenant, sans faire de gros scores, mais avec une fréquentation régulière qui lui permet d'atteindre les 2 millions d'entrées sur une année d'exploitation.
Le western connaît une bonne fréquentation durant les années suivantes, ce qui lui permet d'obtenir un total de 4 086 655 entrées entre sa sortie en 1961 et l'année 1965. Le métrage connaît une reprise en salles en 1970 et sa stabilité de fréquentation lui permet de voir son cumul atteindre les 5 millions d'entrées, dont près de 1,5 million d'entrées rien qu'en 1970. Il passe les 6 millions d'entrées en 1972 et connaît des reprises en salles ponctuelles et franchit les 7 millions d'entrées en 1980. Entre sa sortie initiale et les nombreuses reprises en salles qui ont suivi, Les Sept Mercenaires totalise 7 044 897 entrées.

## Autour du film

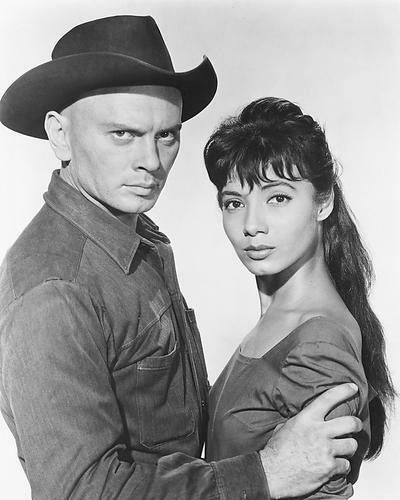
Photo publicitaire de Yul Brynner et Rosenda Monteros pour le film.

- Le film fut essentiellement tourné au Mexique, dans l'État de Morelos (à Cuernavaca et Tepoztlán), à Durango dans l'État homonyme, à Bavispe dans l'État de Sonora, ainsi qu'aux Studios Churubusco à Mexico. Certaines scènes d'intérieur furent aussi filmées aux États-Unis dans les Old Tucson Studios à Tucson dans l'Arizona.
- Akira Kurosawa, réalisateur du film Les Sept Samouraïs dont le film est un remake, en fut si satisfait qu'il offrit un nihontô à John Sturges.
- Le personnage de Calvera était destiné à Anthony Quinn que John Sturges avait dirigé l'année précédente dans Le Dernier train de Gun Hill.
- Yul Brynner épousa sa femme Doris sur le plateau du film. Pour l'occasion, toute l'équipe rejoua la fiesta du film lors de la réception.
- Steve McQueen, alors sous contrat pour la série Au nom de la loi, simula un accident de voiture pour pouvoir jouer dans le film. Il s'agissait pour lui de son premier film important et donc du moyen de vraiment percer au cinéma.
- Pendant le tournage, il y eut une tension considérable entre Brynner et McQueen, qui ne supportait pas d'avoir seulement sept lignes de dialogue dans le script original. Pour compenser, McQueen tenta d'attirer l'attention sur lui-même, en levant son chapeau, en lançant une pièce de monnaie lors d'une réplique de Brynner, en secouant ses cartouches de fusil. Brynner ne le supportait pas et le tournage de leur première scène ensemble fut éprouvant pour l'équipe de tournage. Lorsque les journaux ont commencé à mentionner leurs altercations, Brynner a publié un communiqué de presse, en déclarant : « Je ne me dispute jamais avec les acteurs. » Quelques années plus tard, Buchholz a expliqué que Brynner avait mis fin à cette rivalité en menaçant McQueen d'enlever lui aussi son chapeau car ainsi plus personne ne le verrait.
- Le gouvernement mexicain hésita à accepter le tournage du film sur son sol. En effet, quelques années plus tôt, les autorités avaient accueilli le tournage de Vera Cruz avec Burt Lancaster et avaient alors estimé que le film avait donné une image trop négative des Mexicains. Il finit par accepter, à condition que soient présents sur le plateau des huissiers mandatés spécialement pour vérifier qu'on ne nuirait pas à l'image des Mexicains, y compris au niveau vestimentaire.

## Œuvres dérivées
Le film a inspiré plusieurs œuvres dérivées :

### Films
- 1966 : Le Retour des sept (Return of the Seven) de Burt Kennedy
- 1969 : Les Colts des sept mercenaires (Guns of the Magnificent Seven) de Paul Wendkos
- 1972 : La Chevauchée des sept mercenaires (The Magnificent Seven Rides) de George McCowan

### Série télévisée
- 1998 : Les Sept Mercenaires

### Remake
- 2016 : Les Sept Mercenaires d'Antoine Fuqua (remake)